# قانون ريبوت
قانون ريبوت المتعلق بـ "فقدان الذاكرة الانتكاسي" والذي تم أفتراضه في عام 1881 من قبل عالم النفس الفرنسي ثيودول ريبوت. وينص على أن هناك تدرجاً زمنياً في فقدان الذاكرة الرجعي، بحيث أن الذكريات الأحدث هي الأكثر معرضة للنسيان من الذكريات البعيدة. ولا يختبر جميع المرضى الذين يعانون فقدان الذاكرة الرجعي خصائص قانون ريبوت، بل تظهر دلائل عدة ضعف هذه الفرضية بقدر ما هناك أدلة تساندها.

## التاريخ والسياق
افترض القانون ثيودول ريبوت وهو أحد رواد علم النفس في القرن التاسع عشر، ويُمثل ريبوت أحد الأشخاص الذين ساعدوا في انتقال علم النفس من التفسيرات الفلسفية إلى التفسيرات التطورية في السلوك والنفس. ريبوت كان تجريبياً زاد من التركيز على أسس العلوم الطبيعية في تفسير عقلية الإنسان. اهتم ريبوت بدراسة الحالات وساعدته دراسته لأمراض الاختلال الوظيفي على على صياغة نظريات الوظائف النفسية.
قانون ريبوت كان أحد أول القوانين التي تم تعريفها ضمن نطاق واسع من حالات الأنخفاض الوظيفي في علم الأمراض النفسية، حيث الوظائف المكتسبة مؤخراً هي أول ما سيتم تحلُله. غير أن استخدام قانون ريبوت في أبحاث العلوم العصبية في وقتنا الراهن ينحصر بوصف الحالة التي تكون فيها الذكريات القديمة أقل عرضة للإضطراب.
في كتابه "أمراض الذاكرة: مقال في علم النفس الإيجابي"، الصادر عام 1882، شرح ريبوت الظاهرة الانتكاسية لفقدان الذاكرة الذي يحدث بسبب إصابة معينة أو حدث معين.  حيث تتضرر الذكريات الحديثة وتتعرض للتشويش بينما لا تُمس الذكريات القديمة.
وتستمد الفكرة دعمها الأول من قضايا أكتشفت في القرن الثامن عشر لمرضى مصابون بالحبسة أو فقدان اللغة على الكلام أثر حادث معين، هؤلاء المرضى كانوا يتكلمون لغتين وخسروا قدرتهم على الكلام أثر حادث معين، وكانت الاستعادة التدريجية للغة والبدء باستعادة اللغة الأم، رغم أن كثير من هؤلاء المرضى لم يكونوا بارعين في اللغة الثانية. وهذا السبب الذي يجعل قانون ريبوت غير مقبول على نطاق عالمي، حيث تم تحدي هذا القانون بالنظرية متعددة الأصول التي توضح أن الحصين يكون فاعلاً بشكل دائم أثناء استعادة الذاكرة العرضية بغض النظر عن عمر تلك الذاكرة.

## الأدلة
هناك بحوث كثيرة تدعم قانون لو. النظرية التي تدعم فكرة القوة النسبية للذكريات على مر الزمن، والتي لا يُمكن اختبارها بشكل مباشر.     بدلاً من ذلك فقد حقق العلماء في عمليات فقدان الذاكرة (النسيان) واستعادة الذكريات. 
إحدى التجارب التي تدعم التجربة كانت حول المعالجة بالتخليج الكهربائي حيث وجد أن الذكريات التي تم تكوينها في السنوات الأربع الأخيرة أقل عرضة للتشويش بينما تتضرر الذكريات الحديثة، وأظهرت تجربة أقيمت على الفئران تأثيراً مشابهاً حيث تم تسليط مؤثرات تخيف الفئران على فترات زمنية معينة ثم تم إحداث أضرار في حُصين الفئران (قرن آمون) فلوحظ أن الفئران بقيت تخاف مما تتذكره قبل 50 يوماً بينما نسيت ما تعرضت له خلال يوم واحد.
كما تتعلق أمراض مثل ألزهايمر بالانتكاس التدريجي النسبي في الذاكرة حيث تبدو الذكريات الأقدم أكثر حصانة من الذكريات الحديثة رغم أن آلية تقوية الذكريات غير معروفة. يُذكر أن إحدى الاحصائيات للحبسة تذكر أن 29% من المرضى استعادوا لغتهم الأولى أولاُ بينما استعاد 32% اللغة الثانية أولاً واستعاد 40% اللغتين سوية.

## النظريات

### النموذج القياسي لأنظمة الدمج

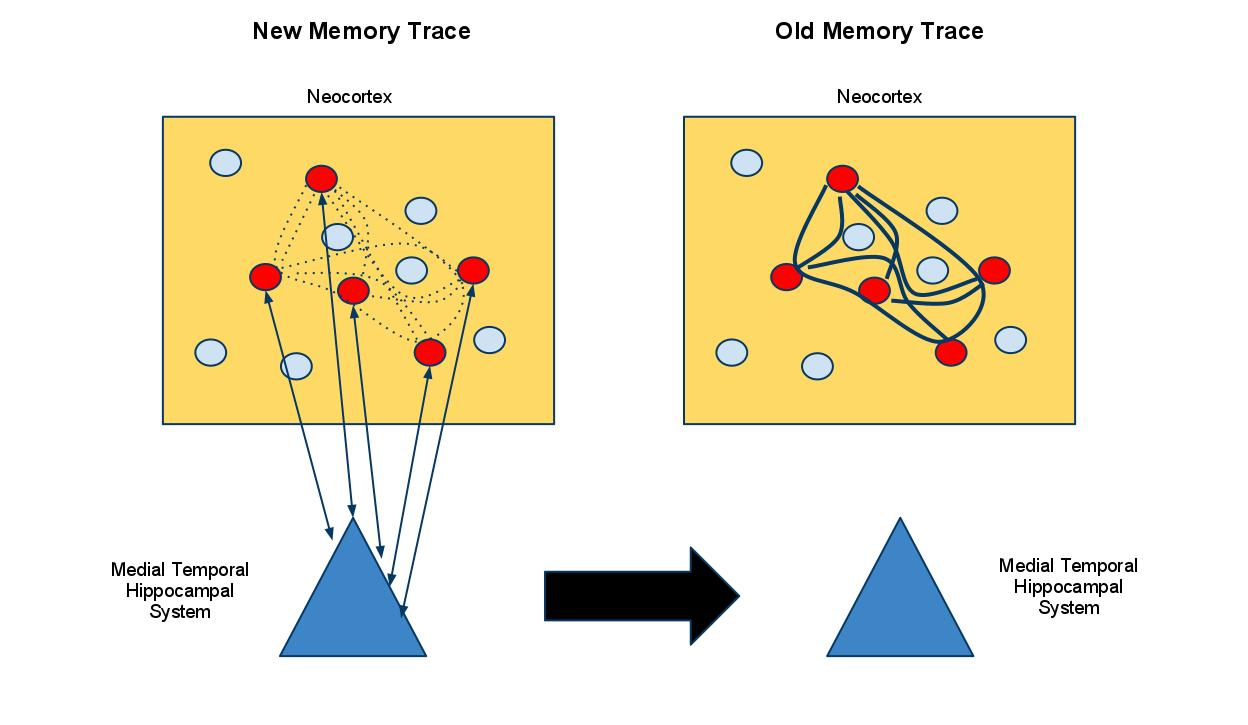
الشكل 1. تصوير لنموذج قياسي لتوضيح الذكريات القديمة والحديثة

اقترح كل من لاري سكوير ونيل كوهين في عام 1984 نموذجاً قياسياً لتوطيد الذكريات وفقتً للنظرية المعاصرة المستخدمة في شرح العمليات المعرفية وراء قانون ريبوت.  النموذج يتضمن التفاعل بين الحصين الوسطي الصدغي  ومناطق متعددة في القشرة المخية الحديثة ويساعد هذا التفاعل في تتبع الذكريات ومع مرور الزمن يصبح تأثير الحصين الوسطي الصدغي غير مهم في خزن الذكريات. هذا التفاعل المتشكل في البداية يكون ضعيفاً، ومع انهياره لاحقاً تبقى الذكريات القديمة هي الأوفر حظاً بالبقاء لاعتمادها على القشرة المخية الحديثة فقط.
الشكل (1) يوضح هذا النموذج القياسي. حيث الذكريات الحديثة تعتمد على الاتصال بين الحصين الصدغي الوسطي والقشرة المخية الحديثة. ومع مرور الوقت، تصبح العملية أسهل لاسترداد الذكريات من الحصين فقط.
أظهرت النتائج على الإنسان أن الأضرار التي تحدث في الحصين تؤدي إلى أضرار في الذكريات على مدى السنوات الثلاث والأربع الأخيرة قبل الحادث فقط.
هذا وقد دعمت دراسات الحالات على المرضى الذين يعانون من إصابات في الحصين الوسطي الصدغي  أنهم يظهرون صعوبات في تذكر التجارب والوقائع  فيما بعد الجراحة، ومع ذلك فهي قادرة على الاحتفاظ بالمهارات الحركية وذكريات مثل كيفية ركوب الدراجة.